# Angeleyes
Pour les articles homonymes, voir Angel Eyes.
Singles de ABBA
Voulez-Vous
(1979) Gimme! Gimme! Gimme! (A Man After Midnight)
(1979)
Angeleyes (également connu sous le titre Angel Eyes) est une chanson d'ABBA, écrite et enregistrée en 1978 et parue en 1979 sur leur sixième album studio Voulez-Vous. Elle est sortie le 2 juillet 1979 en tant que double face A avec la chanson Voulez-Vous.

## Paroles et composition
Angeleyes est une chanson dans laquelle le protagoniste implore les femmes d'éviter le regard faussement innocent d'un homme beau mais trompeur, les avertissant de se méfier du « jeu qu'il aime jouer ». Elle est interprétée par Björn Ulvaeus, Agnetha Fältskog et Anni-Frid Lyngstad.

## Sortie et promotion
Elle constitue le troisième 45 tours extrait de l'album Voulez-Vous au Royaume-Uni, single édité en double face A avec la chanson Voulez-Vous, une pratique jugée inhabituelle pour le groupe. Cependant, ABBA et le personnel d'Epic Records, le label britannique du groupe, croyaient qu'avec son arrangement classique d'ABBA, Angeleyes serait considérablement populaire auprès du public achetant des disques. Le groupe n'a cependant jamais présenté la chanson lors de passages télé ou via la production d'un clip vidéo.
Par coïncidence, Angeleyes d'ABBA figurait dans le Top 20 britannique comme une autre chanson appelée sans rapport Angel Eyes du groupe de rock britannique Roxy Music. Cette dernière a été composée par les musiciens Bryan Ferry et Andy Mackay, et bien que les deux chansons possèdent quelques similitudes de paroles, la chanson de Ferry et Mackay rappelle davantage le pop rock contemporain.

## Accueil commercial
Les radios britanniques privilégient la chanson Angeleyes, et le single se classe 3e au cours de l'été 1979, ce qui explique sa présence sur la compilation Greatest Hits Vol.2. Le single a été certifié disque d'argent au Royaume-Uni.
Le même phénomène est observé dans les classements aux États-Unis où la chanson grimpe à la 64e place du top 100 alors que Voulez-Vous édité en face A se classe à la 80e.

## Classements et certifications

### Classements
| Classements (1979)              | Meilleure position |
| ------------------------------- | ------------------ |
| États-Unis (Hot 100)            | 64                 |
| États-Unis (Adult Contemporary) | 37                 |
| États-Unis (Cashbox Top 100)    | 76                 |
| Royaume-Uni (UK Singles Chart)  | 3                  |

| Classement (2018) | Meilleure position |
| ----------------- | ------------------ |
| Écosse (OCC)      | 91                 |

### Certifications
| Région                                                                  | Certification | Ventes/Streams |
| ----------------------------------------------------------------------- | ------------- | -------------- |
| Royaume-Uni (BPI)                                                       | Argent        | 250 000^       |
| ^Mise en rayon selon la certification xNon précisé par la certification |               |                |